# Tony Asher

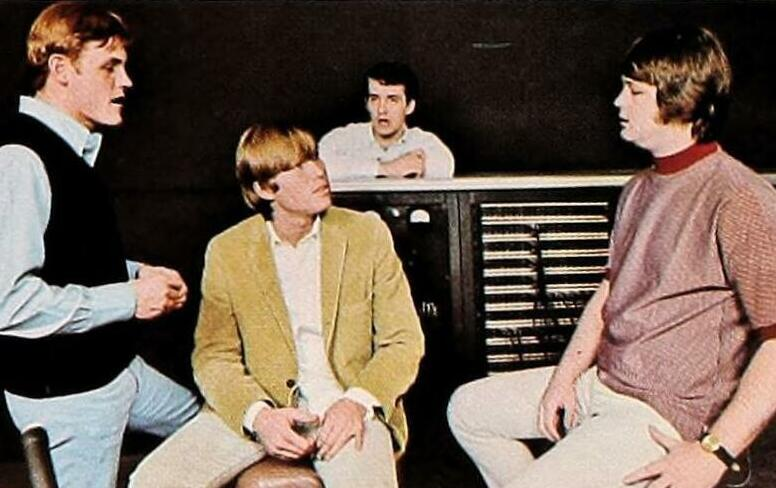
Anuncio de Cashbox para el álbum Pet Sounds, publicado el 7 de mayo de 1966

Tony Asher (n. Londres en 1939) es un escritor de canciones, quien entre otras cosas ayudó a Brian Wilson a componer varias canciones de Pet Sounds, incluyendo las canciones más populares de ese álbum como "God Only Knows" y "Wouldn't It Be Nice".

## Biografía
Después de que Brian cancelara los conciertos con The Beach Boys, Wilson se dedicó exclusivamente a componer canciones y estar en el estudio utilizando los conocimientos de compositor y productor que había desarrollado en sus anteriores trabajos. En Pet Sounds Wilson comenzó a experimentar con arreglos musicales y letras de canciones más sofisticadas, haciendo que sus métodos de trabajo y grabación alcanzaran la cima artística. Casi toda la música y arreglos del álbum fueron hechos por Wilson de manera independiente, y para trabajar en la letra de las canciones comenzó a buscar un socio, Tony Asher.
A principios de enero de 1966, Wilson se puso en contacto con el poeta y joven publicista Tony Asher, con quien se reunió durante varias semanas antes de comenzar las grabaciones en los estudios de grabación. Según Asher (quien apenas conocía a Wilson), no podía imaginar que el propio Wilson lo hubiera buscado para su proyecto personal, ya que él no sabía nada acerca de su manera de trabajar. La mayoría de las canciones de Pet Sounds fueron escritas durante diciembre de 1965 y enero de 1966. Si bien la mayoría fueron escritas por Wilson con Tony Asher, "I Know There's an Answer" fue coescrita con otro nuevo socio, Terry Sachen.